# Floda (Lerum)
Floda is een plaats in de gemeente Lerum in het landschap Västergötland en de provincie Västra Götalands län in Zweden. De plaats heeft 7981 inwoners (2005) en een oppervlakte van 589 hectare. De plaats ligt 54 meter boven de zeespiegel aan het meer Sävelången, dat afwatert in de rivier de Säveån. Floda was vroeger bekend om zijn textielfabriek, Nääs fabrik.

## Bezienswaardigheden
- Nääs slott

## Geboren
- Tord Filipsson (1950), wielrenner